# 開曼群島元
開曼群島元 （貨幣編號 KYD）是開曼群島的流通貨幣。輔幣單位為分，1元=100分。于1972年開始發行。該貨幣實行固定匯率制，1開曼群島元=1.2美元。

## 流通中的貨幣

### 硬幣

流通的四枚硬幣。

- 1 分
  - 正面：伊麗莎白二世、國家名稱、年份
  - 背面：小鳥、面值
- 5 分
  - 正面：伊麗莎白二世、國家名稱、年份
  - 背面：面值
- 10 分
  - 正面：伊麗莎白二世、國家名稱、年份
  - 背面：玳瑁海龜和水波浪、面值
- 25 分
  - 正面：伊麗莎白二世、國家名稱、年份
  - 背面：開曼帆船、面值

### 紙幣（2010 年）

六種面值的開曼群島紙幣。

- 1 元
  - 正面：伊麗莎白二世、神仙魚
  - 背面：開曼布拉克
- 5 元
  - 正面：伊麗莎白二世、玳瑁海龜
  - 背面：開曼鸚鵡
- 10 元
  - 正面：伊麗莎白二世、陸蟹
  - 背面：野生蘭花蕉
- 25 元
  - 正面：伊麗莎白二世、扇貝
  - 背面：玳瑁海龜
- 50 元
  - 正面：伊麗莎白二世、查菲窄尾魟
  - 背面：查菲窄尾魟
- 100 元
  - 正面：伊麗莎白二世、開曼帆船
  - 背面：喬治敦的景色

## 外部連結
- 唐的世界硬币画廊：Cayman Islands
- 罗恩·怀斯的世界纸币：Cayman Islands 镜像网站
- 环球货币历史：Cayman Islands
- 《环球金融资料》货币历史表格（ 微软试算表格式）